# Automeris io
Automeris io é uma espécie de mariposa do gênero Automeris, da família Saturniidae.
Sua ocorrência foi registrada no Canadá, Costa Rica, Estados Unidos e México.

## Subespécies
Possui as seguintes subespécies:
- A. i. colenon
- A. i. coloradensis
- A. i. draudtiana
- A. i. illithi
- A. i. io
- A. i. lilith
- A. i. mexicana
- A. i. neomexicana
- A. i. neomexicanus
- A. i. potosiana
- A. i. texana

### Sinônimos
- Bombyx io, Fabricius, 1775
- Hyperchiria varia, Walker, 1855
- Automeris argus, Neumoegen & Dyar, 1893
- Automeris lutheri, Cockerell, 1914
- Automeris coloradensis, Cockerell, 1914
- Automeris texana, Barnes & Benjamin, 1923
- Automeris caeca, Igel, 1928
- Automeris mexicana, Draudt, 1929
- Automeris packardi, Schüssler, 1934